# کلاه سطلی

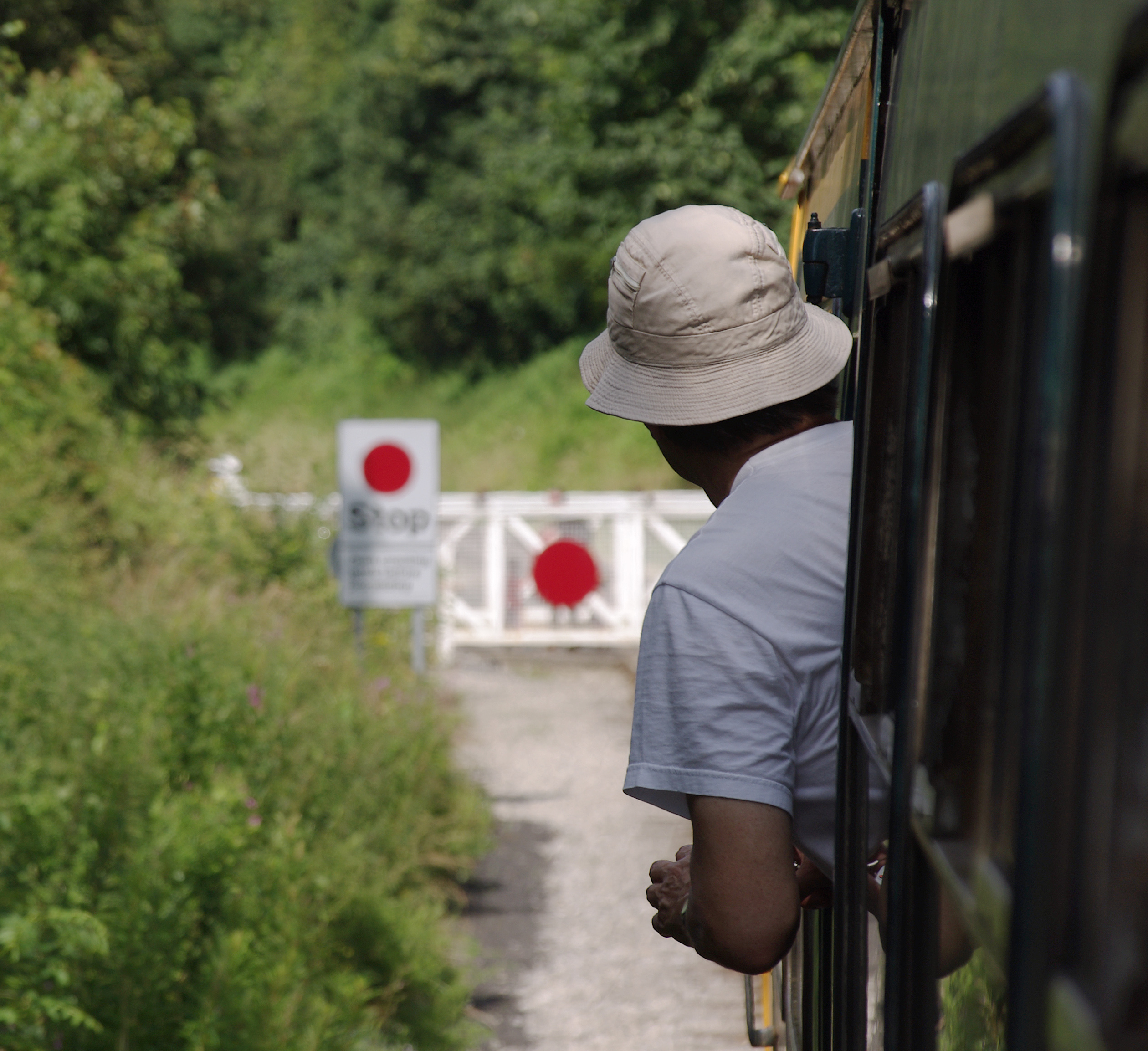
مردی که کلاه سطلی پوشیده است

کلاه سطلی (که انواع آن شامل کلاه ماهیگیر، کلاه روستایی ایرلندی و کلاه مجلسی می‌شود) یک کلاه با لبه باریک و شیب‌دار به سمت پایین است. معمولاً این کلاه از پارچه‌های مقاوم مانند جین یا کرباس، یا پشم ضخیم مانند تویید ساخته می‌شود و گاهی دارای سوراخ‌های فلزی برای تهویه در بالای کلاه است.
این کلاه برای اولین بار در دهه ۱۹۶۰ به عنوان یک کالای مد روز پذیرفته شد و پس از آن، هم در مد خیابانی و هم در نمایش‌های مد احیا شد. در حال حاضر، این کلاه به عنوان تجهیزات جشنواره موسیقی نیز شناخته می‌شود و به عنوان «کلاه جلسه» معروف است.

## ریشه‌ها

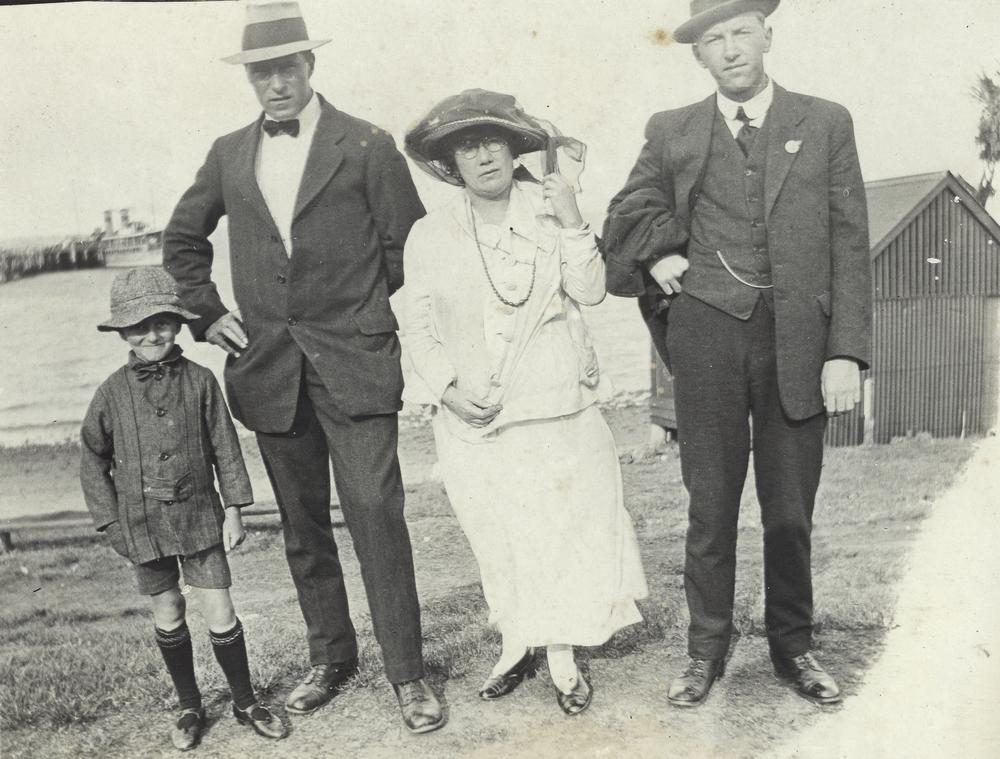
پسر استرالیایی با کلاه سطلی تویید، ۱۹۱۷

کلاه سطلی گفته می‌شود که حدود سال ۱۹۰۰ معرفی شده است. این کلاه‌ها که به‌طور اصلی از نمد پشمی یا پارچه تویید ساخته می‌شدند، به‌طور سنتی توسط کشاورزان و ماهیگیران ایرلندی به عنوان محافظت در برابر باران پوشیده می‌شدند، زیرا لانولین موجود در پشم خام (نشسته) این کلاه‌ها را به‌طور طبیعی ضدآب می‌کرد. از سال‌های بین جنگ به بعد، این «کلاه‌های پیاده‌روی ایرلندی» به سرعت در سطح بین‌المللی برای فعالیت‌های روستایی پذیرفته شدند، زیرا وقتی که تا می‌شدند، می‌توانستند در جیب یک کت جا شوند. اگر کلاه در گل بیفتد، به راحتی با یک اسفنج مرطوب تمیز می‌شد و می‌توانست با بخار کتری دوباره شکل بگیرد. در دهه ۱۹۶۰، این کلاه اغلب توسط اعضای خرده فرهنگ مد پوشیده می‌شد.
کلاه سطلی مدرن از یک کلاه گرمسیری ساخته شده از پنبه زیتونی که به ارتش ایالات متحده در طول جنگ ویتنام داده شده بود، مشتق شده است. این کلاه‌های سبک‌وزن در بین غیرنظامیان برای استفاده در ورزش‌هایی مانند ماهیگیری و به عنوان محافظت در برابر آفتاب محبوب شدند.

### لوازم جانبی مد

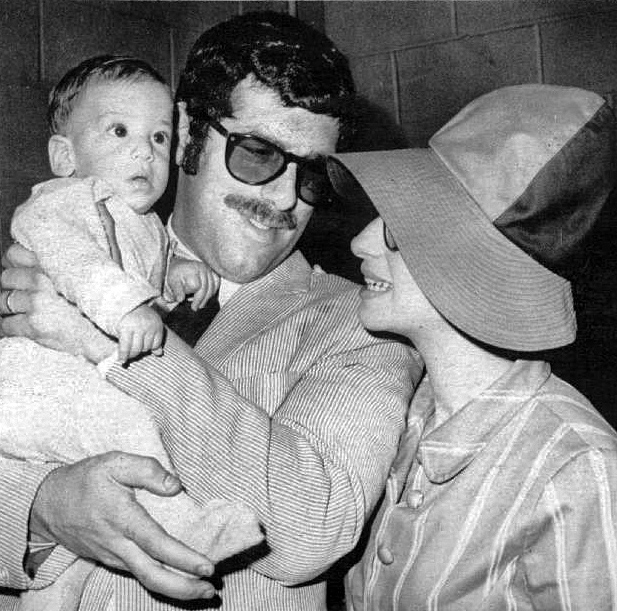
باربارا استرایسند - به همراه الیوت گولد و پسرش جیسون گولد - در سال ۱۹۶۷ یک کلاه سطلی بزرگ و شیک به سر داشت

در دهه ۱۹۶۰، کلاه سطلی به عنوان یک کالای مد زنانه تطبیق داده شد، مشابه با جعبه‌ای، کلاه نانوا و کلاه کلوش، که با مد موهای پف‌دار بیشتر سازگار بود. کلاه‌سازانی مانند لیلی داکه طراحی‌هایی از نمد یا پارچه‌های سفت‌تر برای به دست آوردن ظاهر «مد» ایجاد کردند. کلاه پیاده‌روی تویید ایرلندی قدیمی تا دهه ۱۹۷۰ در میان مردان حرفه‌ای محبوب باقی ماند و به‌طور خاص توسط شخصیت شان کانری در ایندیانا جونز و آخرین جنگ صلیبی پوشیده شد.
این کلاه در دهه ۱۹۸۰ با رپرها محبوب شد و تا دهه ۱۹۹۰ بخشی از مد خیابانی باقی ماند. در دهه ۲۰۱۰، این کلاه دوباره به عنوان یک کالای مد روی صحنه ظهور کرد، پس از اینکه توسط سلبریتی‌هایی مانند ریحانا پوشیده شد. از آن زمان، کلاه‌های سطلی لوکس توسط برندهایی مانند گوچی، لووه و پرادا تولید شده‌اند. کلاه سطلی همچنین با صحنه هیپ هاپ مرتبط شده است. این روند توسط ال ال کول جی و ران-دی‌ام‌سی آغاز شد و از آن زمان بسیاری از هنرمندان موسیقی از آن استفاده کرده‌اند.

## نام‌ها و گونه‌های منطقه‌ای

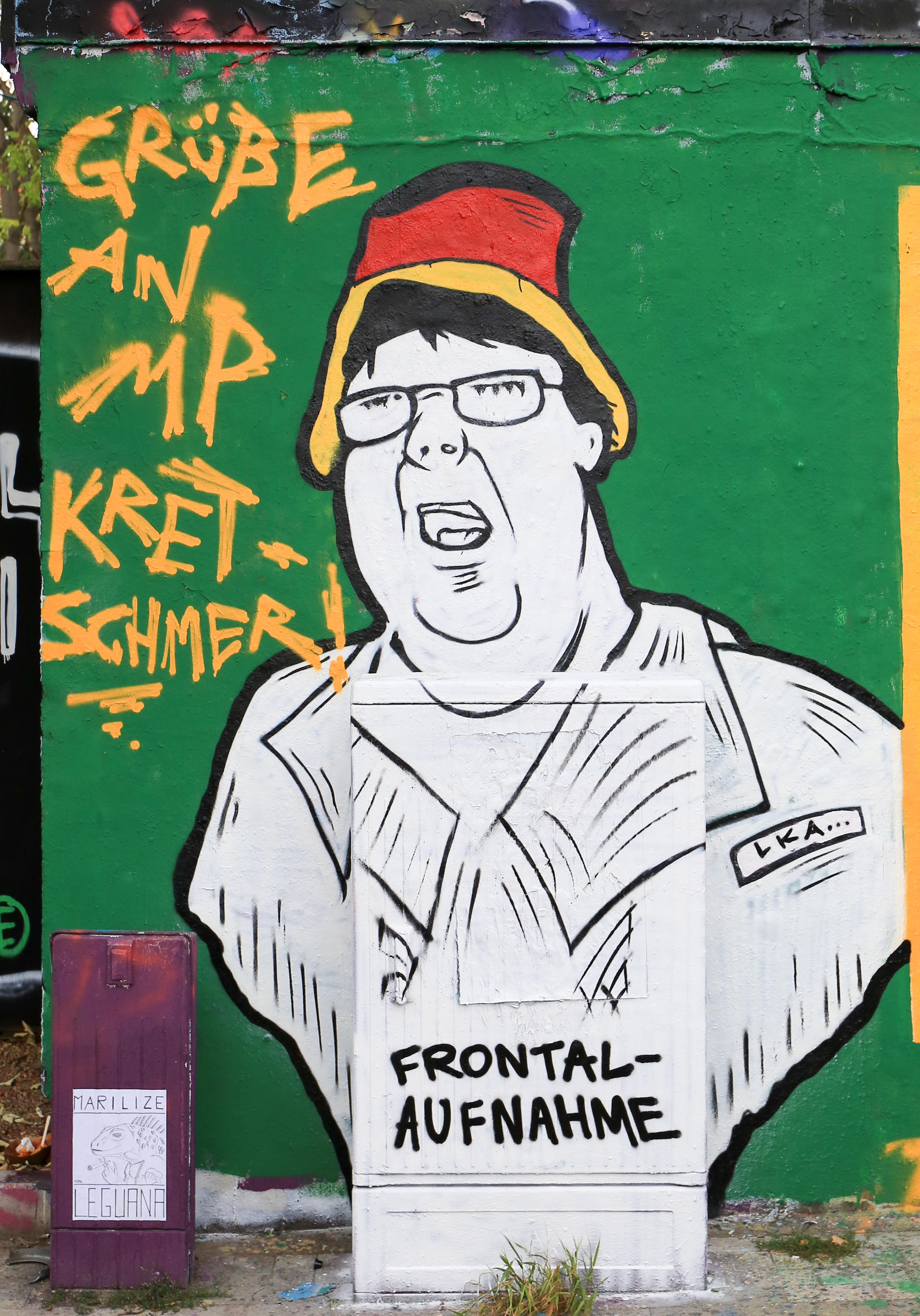
گرافیتی‌های «هاتبورگر» در درسدن (۲۰۱۸)

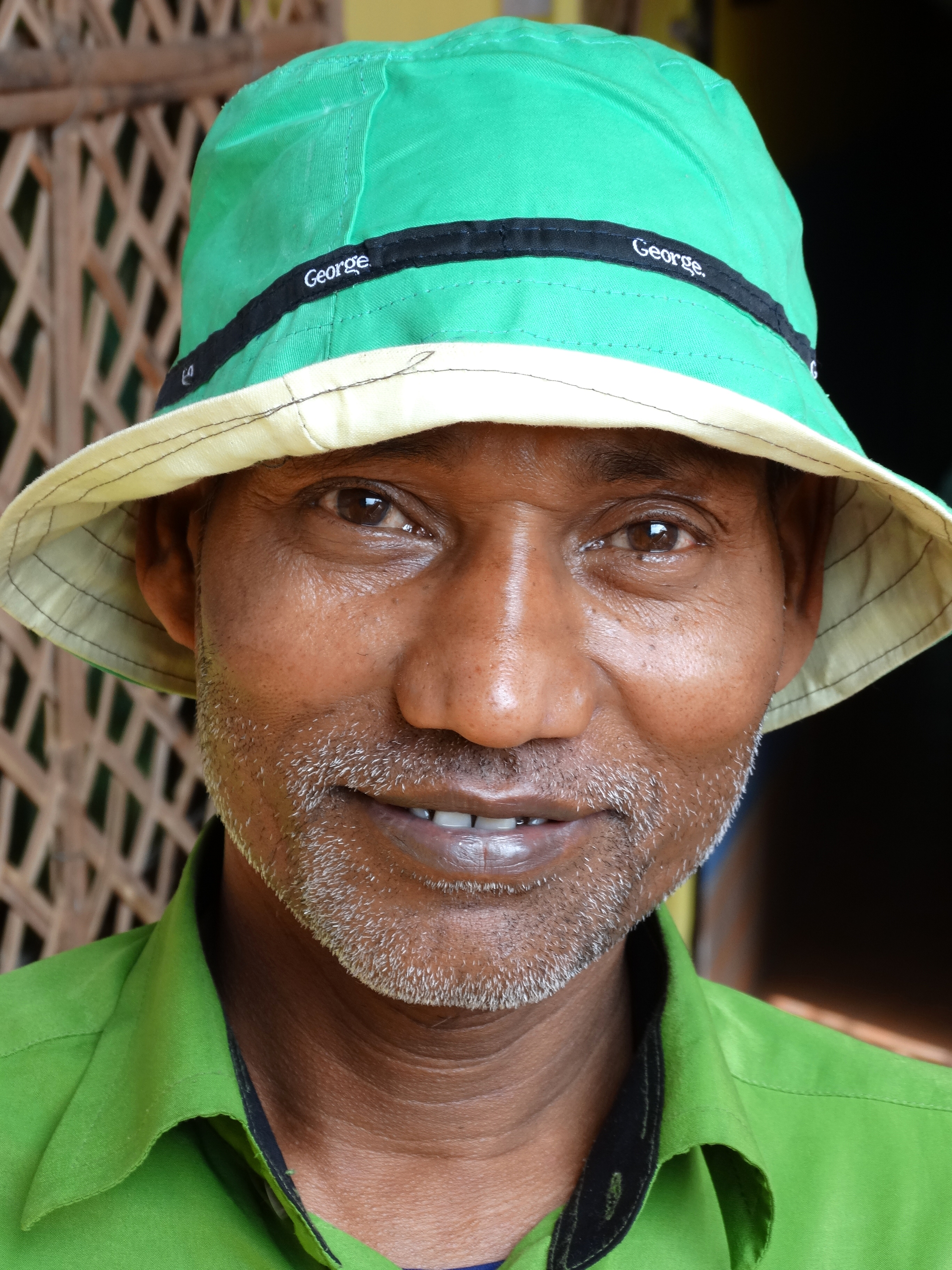
مردی بنگالی که کلاه سطلی به سر دارد

در بلغارستان به عنوان «ایدوتکا» (بلغاری: идиотка) شناخته می‌شود که به معنی «کلاه احمق» است.
در استرالیا، نسخه‌ای که توسط نیروی دفاعی استرالیا پوشیده می‌شود به عنوان «کلاه گیگلی» (Giggle Hat) شناخته می‌شود.
در اسرائیل، به عنوان «کلاه تمبل» یا «کلاه رافائل» شناخته می‌شود، به نام رافائل ایتان، یک ژنرال و سیاستمدار اسرائیلی که معمولاً یکی از این کلاه‌ها را می‌پوشید. نوع مشابهی از کلاه به نام «کلاه تمبل» به عنوان کلاه ملی اسرائیل شناخته می‌شود زیرا توسط هالوتزیم اسرائیلی برای محافظت از آفتاب سوختگی پوشیده می‌شد.
در سوئد، به عنوان «کلاه بپه» یا «کلاه بپه‌موسا» شناخته می‌شود، زیرا بپه وولگرز، نویسنده و هنرمند سوئدی، آن را در دهه ۱۹۷۰ پوشید و آن را محبوب کرد.
در دانمارک، از دهه ۱۸۸۰ به عنوان «کلاه بوله» (کلاه مزاحم) شناخته می‌شود، زمانی که گروهی از جوانان بزهکار هر یکشنبه در بوللموسن در یایگرسبورگ دیوره‌هیو جمع می‌شدند و از آنجا به یک رستوران رقص محبوب در چارلوتنلوند می‌رفتند تا کلاه‌های خانم‌ها را بدزدند.
در آرژانتین، به عنوان «کلاه پیلوسو» (کلاه پیلوسو) شناخته می‌شود، به نام شخصیت آلبرتو اولمیدو، که محبوبیت آن پس از جام جهانی فوتبال ۲۰۲۲ افزایش یافت.
در روسیه، به عنوان «پاناما» (روسی: панама) شناخته می‌شود. این نام از تصور نادرست کلاه پاناما آمده است که به عنوان کلاه کارگران اکوادوری در پاناما شناخته می‌شود.
در آفریقای جنوبی، به عنوان «ایسپوتی» شناخته می‌شود و در میان جوانان سیاه‌پوست شهری بسیار محبوب است و نمایانگر هوش خیابانی بدون کپی‌برداری از روندهای هیپ‌هاپ خارجی است.
در تانزانیا، این کلاه در میان سالمندان، به ویژه در میان مردم ایراک بسیار محبوب است.
در ایالات متحده، نوع مشابهی از کلاه به‌طور رسمی توسط نیروی دریایی ایالات متحده برای یونیفورم‌های لباس خدمت استفاده می‌شود که به‌طور معمول به عنوان «کلاه دیکسی کاپ» شناخته می‌شود، به نام برند تولیدکننده کلاه‌های کاغذی دیکسی.
در فرانسه، به عنوان «بوب» شناخته می‌شود.
در آلمان، به عنوان «کلاه ماهیگیر» (Anglerhut) شناخته می‌شود. این کلاه به عنوان یک اکسسوری در هیپ هاپ آلمانی محبوب است. در سال ۲۰۱۸، یک معترض راست‌گرا که کلاه باکت به رنگ‌های پرچم آلمان پوشیده بود به عنوان "هوت‌برگر" ("شهروند کلاه") مشهور شد، که بازی با کلمات «ووت‌برگر» یا «شهروند خشمگین» است.
در بریتانیا، گاهی به عنوان «کلاه رنی» شناخته می‌شود، به نام درامر استون روزز، رنی که به‌طور مکرر این کلاه را می‌پوشید.
در ایتالیا، به عنوان «کلاه ماهیگیر» (cappello da pescatore) شناخته می‌شود.
در برزیل و مکزیک، به‌طور گسترده به عنوان «کلاه دو سو مادرو» شناخته می‌شود (کلاه دون رامون) و به دلیل پوشیدن آن توسط شخصیت محترم است. کازپلی ممکن است به‌طور غیررسمی در برخی شهرها این کلاه نمادین را بپوشند.
در هلند، به عنوان vissershoed شناخته می‌شود.

### در فرهنگ عامه

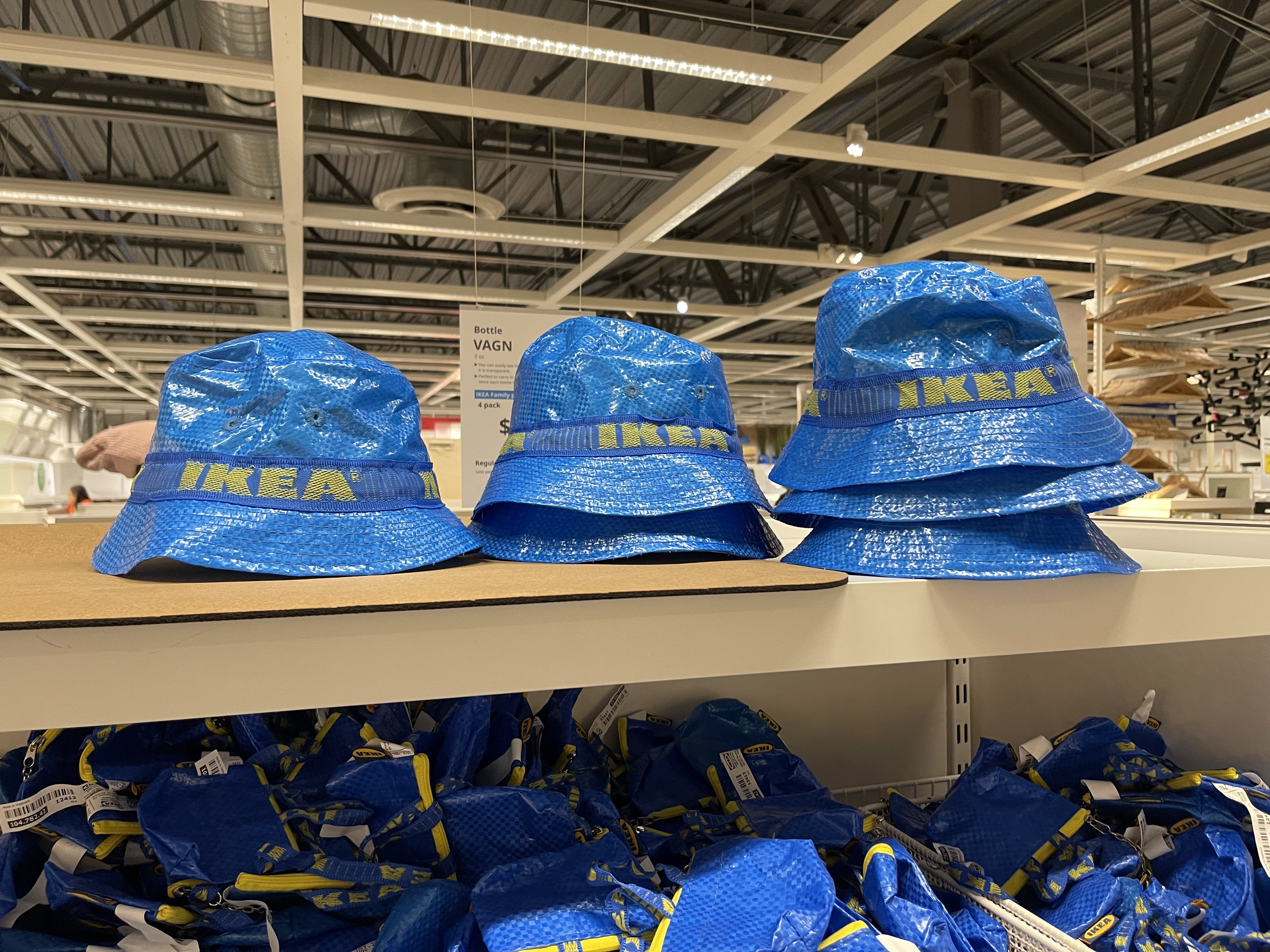
کلاه‌های سطلی برند IKEA در فروشگاه IKEA در امریویل، کالیفرنیا در سال ۲۰۲۲.

- هر دو شخصیت داستانی بازرس کلوزو از مجموعه فیلم‌های پلنگ صورتی و کارآگاه ستوان لویی پروونزا از مجموعه‌های تلویزیونی «نزدیک‌تر» و «جنایات بزرگ» اغلب کلاه سطلی می‌پوشند: برای تصویر پیتر سلرز از کلوزو، نوعی پارچه تویید ایرلندی به رنگ خاکستری، و پروونزا در صحنه‌های جرم کلاه سطلی سفید به سر دارد.[۲۲][۲۳][۲۴][۲۵]
- هر دو شخصیت داستانی بازرس کلوزو از مجموعه فیلم‌های پلنگ صورتی و کارآگاه ستوان لویی پروونزا از مجموعه‌های تلویزیونی «نزدیک‌تر» و «جنایات بزرگ» اغلب کلاه‌های باکت می‌پوشند: برای پیتر سلرز که نقش کلاوزو را بازی می‌کند، از نوعی پارچه توید ایرلندی به رنگ خاکستری استفاده می‌شود، در حالی که پروونزا کلاه باکت سفیدی را در صحنه‌های جنایی می‌پوشد.[۲۶][۲۷][۲۸][۲۹] کارآگاهان زن نیز آن را می‌پوشند. بانو مارگارت رادرفورد کلاه‌های باکت را از کمد خود پوشید زمانی که در چهار فیلم به عنوان خانم جین مارپل بازی کرد، که از قتل او گفت در سال ۱۹۶۱ آغاز شد. برندا بلتین نیز در نقش خود به عنوان بازپرس ارشد ورا استنهوپ در درام جنایی ITV ورا (Vera) از شبکه از ۲۰۱۱ تا ۲۰۲۵ کلاه‌های باکت می‌پوشد. دون رامون (با بازی رامون والدس) همیشه کلاه باکت آبی امضایی خود را در کمدی مکزیکی ال چاوو دل اوچو می‌پوشد. شخصیت گیلیگان در سریال تلویزیونی جزیره گیلیگان به‌طور مداوم یک کلاه باکت رنگ کرم در تمام قسمت‌ها می‌پوشد. در طول دهه ۱۹۹۰، لیام گالاگر، خواننده اصلی گروه راک اوسیس، چندین بار در حال پوشیدن کلاه باکت عکاسی شد.[۳۰]